# دوري جزر كوك لكرة القدم 1979
دوري جزر كوك لكرة القدم 1979 (بالإنجليزية: 1979 Cook Islands Round Cup)‏ هو موسم من دوري جزر كوك لكرة القدم. فاز فيه Titikaveka F.C. ‏.